# Polyommatus gilgitica
Polyommatus gilgitica är en fjärilsart som beskrevs av Robert Christopher Tytler 1926. Polyommatus gilgitica ingår i släktet Polyommatus och familjen juvelvingar. Inga underarter finns listade i Catalogue of Life.